# Metalimnobia rectangularis
Metalimnobia rectangularis là một loài ruồi trong họ Limoniidae. Chúng phân bố ở miền Cổ bắc.